# Ricardo Pepe
Ricardo Pepe (ur. ?, zm. ?) – argentyński piłkarz, grający podczas kariery na pozycji pomocnika. 

## Kariera klubowa
Ricardo Pepe podczas piłkarskiej kariery w latach 1913-1920 występował w Racing Club de Avellaneda. Z Racingiem siedmiokrotnie zdobył mistrzostwo Argentyny w 1913, 1914, 1915, 1916, 1917, 1918, 1919.

## Kariera reprezentacyjna
W reprezentacji Argentyny Pepe występował w latach 1913-1917. W reprezentacji zadebiutował 15 sierpnia 1913 w wygranym 4-0 meczu z Urugwajem, którego stawką było Copa Lipton. Drugi i ostatni raz w reprezentacji Pepe wystąpił 3 października 1917 w wygranym 4-2 meczu z Brazylią podczas Mistrzostw Ameryki Południowej w Montevideo. 
| Mecze i gole w reprezentacji | Mecze i gole w reprezentacji | Mecze i gole w reprezentacji | Mecze i gole w reprezentacji | Mecze i gole w reprezentacji | Mecze i gole w reprezentacji | Mecze i gole w reprezentacji |
| #                            | Data                         | Miasto                       | Przeciwnik                   | Gol                          | Wynik                        | Rozgrywki                    |
| ---------------------------- | ---------------------------- | ---------------------------- | ---------------------------- | ---------------------------- | ---------------------------- | ---------------------------- |
| 1.                           | 15.08.1913                   | Avellaneda                   | Urugwaj                      |                              | 4:0                          | Copa Lipton                  |
| 2.                           | 03.10.1917                   | Montevideo                   | Brazylia                     |                              | 4:2                          | Copa América                 |